# Dexikrates (Koroplast)
Dexikrates (altgriechisch Δεξικράτης) war ein griechischer Koroplast, der im 2. Jahrhundert v. Chr. in Myrina tätig war.
Dexikrates ist nur von einer Signatur auf einer Tonstatuette einer Frau aus Amorgos bekannt. Die Statuette befindet sich heute im Archäologischen Nationalmuseum in Athen.